# Storckiella

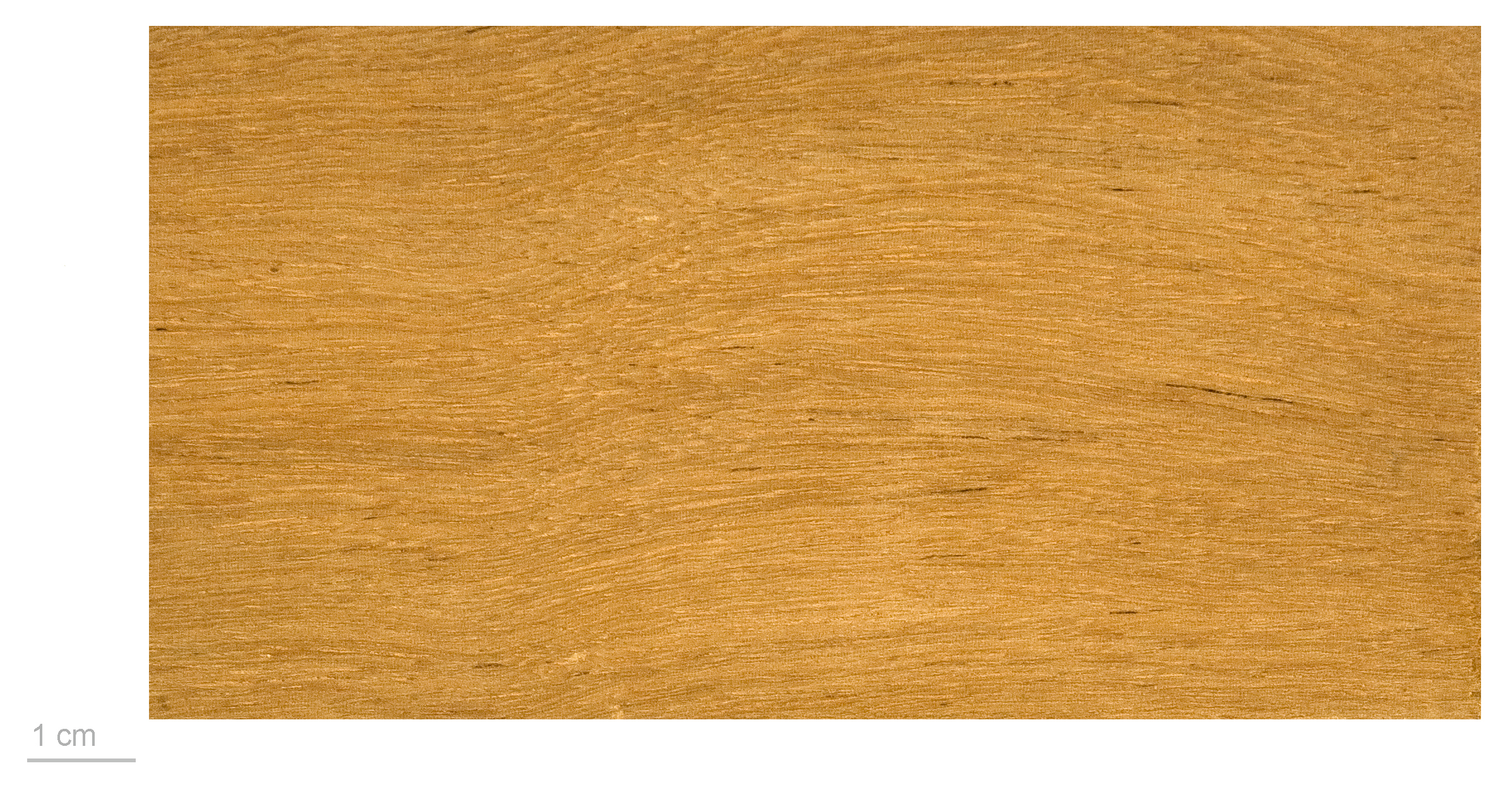
Storckiella pancheri - MHNT

Storckiella é um género botânico pertencente à família Fabaceae.
1. ↑  «Storckiella — World Flora Online». www.worldfloraonline.org. Consultado em 19 de agosto de 2020